# Parada de Miriam Blasco (TRAM Alicante)
Miriam Blasco es una parada del TRAM Metropolitano de Alicante donde prestan servicio las líneas 4 y 5. Está situada en el barrio de Albufereta.

## Localización y características
Se encuentra ubicada en la avenida Deportista Miriam Blasco, a ambos lados del bulevar ajardinado según el sentido de la marcha. Dispone de dos andenes y dos vías. En esta parada se detienen los tranvías de las líneas 4 y 5.

## Líneas y conexiones
| << Cabecera    | < Estación | Línea | Estación >     | Cabecera >>        |
| -------------- | ---------- | ----- | -------------- | ------------------ |
| Luceros        | Lucentum   |       | Sergio Cardell | Plaza de La Coruña |
| Puerta del Mar | Lucentum   |       | Sergio Cardell | Plaza de La Coruña |

Enlace con la línea de bus urbano TAM (Masatusa): Línea 9, Avenida Óscar Esplá-Playa de San Juan (Avda. Naciones).